# Васми, Рихард Рудольфович
Рихард Рудольфович Васми (15 сентября 1929, Ленинград — 6 октября 1998, Санкт-Петербург) — советский и российский художник.

## Биография
Родился в 1929 году в Ленинграде в семье архитектора. Родители его были потомками обрусевших шведов и финнов. Отец, архитектор, в предвоенные годы работал в антикварном магазине, был известным филокартистом. В одной квартире с семьёй Васми (набережная реки Мойки, д. 64, кв. 32) жил также художник Николай Лапшин, он в детские годы Рихарда Васми учил его рисованию. Впоследствии Рихард считал Лапшина своим главным учителем.
В блокаду Рихард потерял родителей, в первую блокадную зиму умер и Николай Лапшин. Сироту в 1942 году вывезли в эвакуацию с детским домом в город Ростов в Ярославской области.
В 1945 году вернулся в Ленинград.
В 1948—1950 годах учился в Ленинградском архитектурном техникуме.
В 1951 году вошёл в группу художников-нонконформистов. В 1948 году скульптор Михаил Войцеховский (р. 1931), учившийся в СХШ вместе с А. Арефьевым и А. Трауготом, остроумно назвал круг близких ему художников «Орденом нищенствующих живописцев», по аналогии с основанным в Иерусалиме в 1118 году «Орденом нищенствующих рыцарей», более известным как орден тамплиеров или храмовников. Позднее, через 20 лет это название было подхвачено художником Александром Арефьевым, относившим его уже к себе и своим друзьям. В круг входили А. Арефьев, В. Шагин, Ш. Шварц, Вадим Преловский, а также поэт Роальд Мандельштам.
В 1950-е гг. был женат на художнице Ревекке Модлиной.
С 1965 года участвовал в квартирных выставках. В 1965—1967 годах жил в городе Нарве.
В 1960-х гг. под влиянием художника Родиона Гудзенко принимает католичество
В 1978 году участвует в выставке в Музее современного искусства в Ереване.
В 1991 году вступает в Творческий союз художников (IFA).
Творческая манера Васми характеризуется упрощенной трактовкой форм, подчеркнутой жестким линеарным рисунком и декоративным цветом. Работал в жанрах пейзажа, портрета, натюрморта, создавал исторические композиции. На формирование художника кроме Николая Лапшина оказал влияние ленинградский художник Александр Ведерников.
Темы, поднятые художником — от бытовых сцен до евангельских сюжетов. Преобладают городские пейзажи.

«Средством выразительности становится неразвеществлённая геометрия в виде трамвайных линий, или линий тротуаров, брандмауэры... Ракурсы, охват пространства таковы, что представляется, будто бродивший по улицам художник — великан... Художник рисует не карандашом или кистью, а всей своей человеческой сущностью». — 
Умер в Санкт-Петербурге в 1998 году. Похоронен на Красненьком кладбище, в общей могиле с поэтом Р. Мандельштамом (ум. в 1961 году) и художником А. Арефьевым (ум. в 1978 году). В мае 2012 года на общей могиле был поставлен памятник.
В 2009 году прошла персональная выставка Рихарда Васми в Государственном Эрмитаже (в залах Главного штаба).